# Шиманково (станция)
Шиманково (пол. Szymankowo) — железнодорожная станция в селе Шиманково в гмине Лихновы, в Поморском воеводстве Польши. Имеет 2 платформы и 3 пути.
Станция на железнодорожной линии Варшава-Восточная — Гданьск-Главный. Построена в 1857 году, когда эта территория была в составе Королевства Пруссия.